# Birds of Prey (jeu vidéo)
Pour les articles homonymes, voir Bird of Prey (homonymie).
Birds of Prey est un jeu vidéo de simulation de combat aérien développé par Argonaut Software et publié par Electronic Arts sur Amiga, Atari ST et IBM PC en 1991,. Le joueur incarne un pilote de l'OTAN ou de l'Union soviétique lors d'un conflit aérien hypothétique entre les deux superpuissances. Il peut choisir son avion parmi une quarantaine de modèles datant de la guerre froide. La représentation graphique du cockpit est cependant identique pour tous les avions. Chacune des douze missions proposées dans le jeu se focalise sur un aspect particulier d'un conflit aérien comme le combat aérien, le support des forces au sol, les bombardements, la reconnaissance, le largage de troupes ou de ravitaillement, le camouflage ou l'expérimentation. Pour chaque mission, le joueur ne dispose que d'un choix limité d'avion parmi les quarante disponibles,.

## Accueil
| Birds of Prey   |      |       |
| Média           | Nat. | Notes |
| Amiga Computing | GB   | 94 %  |
| Amiga Format    | GB   | 88 %  |
| Amiga Power     | GB   | 81 %  |
| CU Amiga        | GB   | 94 %  |
| Gen4            | FR   | 80 %  |
| Joystick        | FR   | 85 %  |